# Limenitis lamina
Limenitis lamina är en fjärilsart som beskrevs av Fabricius 1793. Limenitis lamina ingår i släktet Limenitis och familjen praktfjärilar. Inga underarter finns listade i Catalogue of Life.